# Hadizatou Mani
Hadizatou Mani, née en 1984, est une militante des droits de l'homme du Niger qui a mené une longue bataille juridique pour se libérer de l'esclavage, et qui continue à se battre aux côtés d'autres femmes contre l'esclavagisme. 

## Biographie
Hadizatou Mani est née en 1984 au Niger, dans le village de Dogaroua, dans la région de Tahoua, une contrée désertique au centre du pays. Elle est vendue comme esclave à l'âge de douze ans, pour 500 dollars. Elle devient une wahaya, une cinquième épouse, au-delà des quatre épouses autorisées par le Coran. Elle doit piler le sorgho, effectuer des corvées d'eau et de bois et subir des abus sexuels d'où naissent quatre enfants, dont deux survivent.
En 2003, sous la pression internationale, l'esclavage devient illégal au Niger et les associations sont autorisées à se porter partie civile. Une ONG nigérienne, Timidria, contraint le maître d'Hadizatou Mani à signer un certificat d'affranchissement pour Hadizatou et une autre de ses wahiya. Mais l'homme se garde de signifier aux deux femmes leur libération. C'est l'association qui est ainsi amené à s'en charger plusieurs mois plus tard. 
Un long combat judiciaire commence. Un premier tribunal confirme la liberté recouvrée, mais un second jugement l'envoie en prison, s'appuyant sur les lois coutumières. Hadizatou Mani s'étant mariée aussitôt libérée avec un élu de son cœur, 
son ancien maître a affirmé en effet qu'elle était sa femme, et non son esclave, et l'a accusée de bigamie,.
La plus ancienne organisation des droits de l'homme au monde, Anti-Slavery International, vient alors en appui de la jeune femme et de l'association Timidria, portant l'affaire devant la Cour de justice de la Communauté économique des États de l'Afrique de l'Ouest (Cédéao), et engageant des moyens spécifiques pour préparer la défense : « un avocat anglais et un autre, sénégalais, payés par l'organisation internationale Interights, plus un autre juriste anglais, un stagiaire et un avocat nigérien ont travaillé sur l'affaire » explique Ilguilas Weila, de Timidria. Le jugement de la Cour de la Cédéao, en octobre 2008, est favorable à la jeune femme et crée, également une obligation positive, pesant sur les États-membres de la Cédéao, de protéger leurs ressortissants contre l’esclavage.
Ayant réussi à renverser sa condamnation, Hadizatou Mani obtient des dommages-intérêts puis se voit attribuer aux États-Unis le  prix international Femme de Courage en 2009.  Elle reçoit la distinction des mains de Michelle Obama et de la secrétaire d'état Hilary Clinton. Elle figure même sur le Time Magazine en 2009 dans la liste des 100 personnes les plus influentes de l'année.
Des pratiques esclavagistes subsistant au Niger malgré la loi de 2003, Hadizatou Mani s'efforce depuis d'aider d'autres femmes, avec l'association Timidria, continuant à porter les affaires devant les tribunaux. En 2014, c'est un tribunal dans l'ouest du Niger, cette fois, qui a condamné un homme à 4 ans de prison pour pratique esclavagiste envers une femme.
En 2022, elle fait aussi partie des 100 femmes que la BBC considère comme les plus influentes cette année-là.